# Tandem
Tandem（タンデム）は、外国語学習者とネイティブスピーカーをつなげる iOSとAndroid対応の言語交換（ランゲージエクスチェンジ）アプリケーションソフトウェアである。 メンバーはテキストもしくは音声チャットで会話する言語交換パートナーを探すことができる。 2020年4月現在、12種類の手話を含む160以上の言語に対応している。

## 歴史
Tandemは2014年にハノーファーにてArnd Aschentrup、Tobias Dickmeis、Matthias Kleimannらによって設立された。現在はベルリンに本社を定め、2015年にはiOS対応アプリケーションをリリースし、2016年にAndroid対応アプリケーションをリリースした。Tandem設立以前にも、Aschentrup、Dickmeis、Kleimannの3名でメンバー制のモバイルビデオチャットコミュニティのViveを設立している。
2015年、Tandemはシード期の資金調達としてAtlantic Labs (Christophe Maire)、Hannover Beteiligungsfonds、Marcus Englert (Rocket Internet会長)、Catagonia、Ludwig zu Salm、Florian Langenscheidt、Heiko Hubertz、Martin Sinner、 Zehden Enterprisesを含むエンジェル投資家から60万ユーロを調達した。 2016年に追加の200万ユーロを新規投資家であるRubylight and Faber Ventures、さらには既存の投資家であるHannover Beteiligungsfonds、Atlantic Labs、Zehden Enterprisesから調達した。
2018年、Tandemは有料購読プランとしてTandem Proをリリースした。この有料プランを利用するとアプリケーション内のすべての言語学習機能が利用可能となる。

## コンセプト
Tandemのアプリケーションおよびその名称は、言語交換で言語を学ぶというタンデム学習法からインスピレーションを得て生まれたという。言語交換、あるいはタンデムにおいては、ペアとなる2名それぞれが、パートナーが学習中の言語を母国語として話すことを前提に行われる。各自が目標の言語を学べるよう、各言語での会話をそれぞれ平等に行うというものである。Tandemのアプリケーションは、タンデム学習法を開発した組織であるTandem Fundazioaによりライセンスされている。
Tandemコミュニティのメンバーになるには、承認前に各メンバーが入会申請を行う必要がある。 Tandemの方針に基づき、申請内容は審査を受ける。
承認されると、学びたい言語のネイティブスピーカーのリストがTandemパートナー候補者として閲覧可能になる。メンバーはTandemパートナーとインスタントメッセージ、ボイスメッセージ、音声通話、ビデオ通話の形式で会話することができる。 年齢および性別フィルター機能、位置情報 を活用してTandemパートナーのリストを絞ることも可能である。

## 評価
2015年、TandemはAppleの「Best Apps of 2015」に選出されている。その後 TandemはGoogle Playの「Best Apps of 2017」の一つにも選出された。

### 受賞
2018年、Tandemは「Ausgezeichnete Orte im Land der Ideen」と称するコンテストにおいて、ドイツ産業連盟（BDI）が代表を務めるドイツ連邦政府とドイツ産業界の共同イニシアティブのDeutschland - Land der Ideenより賞を受賞した。 このイニシアティブは、文化の相互接続と開放的な社会を促進するドイツを代表するトップのアイデアやプロジェクトを表彰している。

### 批判
Tandemがメンバーのコミュニティ入会を即時に承認しないことに対する批判もある。一部の国では順番待ちリストが存在し、申し込みから担当者によって申請内容が処理されるまで最大7日間かかる場合がある。

## Tandemの対応言語
Tandemでは160以上の言語を学ぶことが可能であり、言語と言語のコンビネーション数は1万1000パターンを超える可能性がある。